# Cottus pollux
Cottus pollux är en fiskart som beskrevs av Günther, 1873. Cottus pollux ingår i släktet Cottus och familjen simpor. Inga underarter finns listade i Catalogue of Life.